# Tabanus albifrons
Tabanus albifrons är en tvåvingeart som beskrevs av Szilady 1914. Tabanus albifrons ingår i släktet Tabanus och familjen bromsar. Inga underarter finns listade i Catalogue of Life.